# Pacôme Ier de Constantinople
Pacôme ou Pachome Ier Constantinople (en grec Παχώμιος Α΄) fut deux fois patriarche de Constantinople :
- du début 1503 au début 1504 ;
- de l'automne 1504 probablement au commencement de  1513.

## Biographie
Pachome ou Pacôme est métropolite de Zichne (grec Ζιχνών.) en Macédoine lorsqu'il est élu par les évêques et le clergé de Constantinople comme successeur de Joachim Ier, qui vient d'être déposé. Pour ce faire, Pacôme Ier ajoute 500 ducats au « tribut » imposé par les Ottomans aux patriarches, mais il est néanmoins chassé de son siège un an plus tard par ordre du sultan Sélim II.
Après la mort de Joachim Ier, il est rappelé par le clergé mais il est empoisonné lors d'un voyage et il revient mourir à Constantinople.